# Adoncholaimus fervidus
Adoncholaimus fervidus is een rondwormensoort uit de familie van de Oncholaimidae. De wetenschappelijke naam van de soort is voor het eerst geldig gepubliceerd in 1965 door Kirjanova.